# Links of Noltland

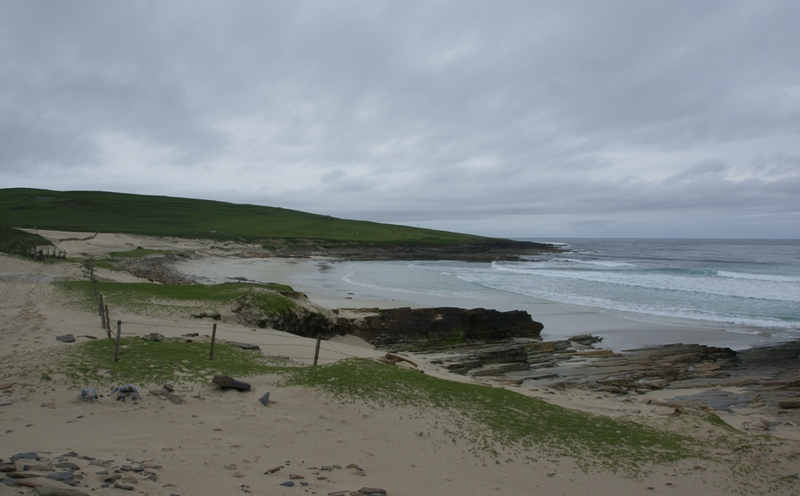
Links of Noltland, gezien vanuit het oosten.

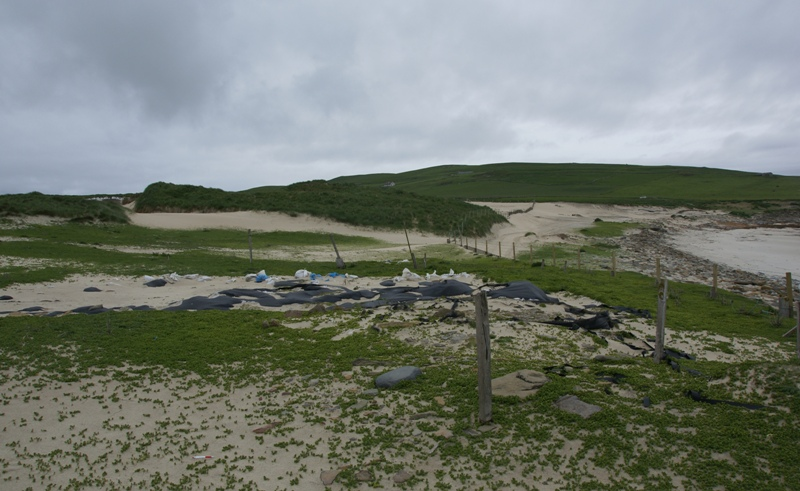
Links of Noltland, een van de opgravingen.

Het duingebied de Links of Noltland is gelegen bij Grobust Bay in het noordwesten van Westray, een van de Schotse Orkney-eilanden. In dit gebied, dat sterk aan zee-erosie onderhevig is, zijn resten gevonden van een nederzetting uit het Neolithicum, evenals restanten van bouwwerken uit de vroege Bronstijd.

## Omschrijving
Eind jaren zeventig en begin jaren tachtig van de twintigste eeuw zijn op de Links of Noltland de resten van een neolithische nederzetting ontdekt. Vanaf 2007 werd het archeologische onderzoek voortgezet. De nederzetting is vergelijkbaar met Skara Brae. Echter, de nederzetting op de Links of Notland is wel langer bewoond gebleven, zeker tot in de Bronstijd.
In augustus 2009 werd op de Links of Noltland de Westray Wife gevonden. Dit is een voorwerp van zandsteen van vier centimeter groot dat een menselijke figuur voorstelt. De Westray Wife wordt gedateerd op 3000 v.Chr. en is daarmee de oudste voorstelling van een menselijke figuur gevonden in Schotland. In juli 2010 werd een tweede figuur gevonden. Deze was gemaakt van klei en mist het hoofd.
Anno 2011 hebben de opgravingen van de nederzetting al meer dan tien gebouwen aangetoond, waaronder een boerderij. In het gebouw dat bekendstaat onder de naam structure 8 werd de Westray Wife aangetroffen.
Structure 8 is rechthoekig, 22 meter lang en heeft muren van drie meter dik. Dit gebouw staat op een verhoging in het landschap, enigszins apart van de nederzetting. Het gebouw was vermoedelijk een vrijstaande boerderij.
Structure 9 heeft als bijzonderheid dat de muren minimaal tien koeienschedels bevatten. Deze koeienschedels lijken ritueel geplaatst te zijn; een aantal schedels zijn dusdanig geplaatst dat de hoorns in elkaar grijpen en alle schedels staan ondersteboven, met de hoorns in de grond gestoken.
De archeologische opgravingen zijn weer opgevuld met zand om ze te beschermen tegen de winterstormen en zee-erosie. De overblijfselen moeten niet enkel worden beschermd tegen zee-erosie, maar eveneens tegen de graafacties van de konijnenpopulatie.

## Beheer
De Links of Noltland worden beheerd door Historic Environment Scotland.